# Drzeczkowo
Drzeczkowo – wieś w Polsce położona w województwie wielkopolskim, w powiecie leszczyńskim, w gminie Osieczna.

## Historia
Miejscowość pierwotnie związana była z Wielkopolską. Ma metrykę średniowieczną i istnieje co najmniej od XIV wieku. Wymieniona pierwszy raz w dokumencie zapisanym po łacinie z 1358 jako Dreczkowo, 1368 Drzeczkowo, 1388 Drzeczcow, 1391 Dzreckowo, Drzeczkowo, 1395 Dzreczcowo, 1398 Drzeszcovo, Drzeszko, 1400 Dzeczkow, 1404 Rzeczkowo, 1406 Brzeczcowo, 1431 Reczkowo, 1487 Droszkowo.
Okolice miejscowości były jednak zasiedlone wcześniej niż archiwalne zapisy. Archeolodzy w sąsiedztwie wsi odkryli grodzisko wklęsłe oraz osadę przygrodową wśród łąk na cyplu wyżynnym na prawym brzegu strumyka, leżące około 1,5 km na południe od Drzeczkowa. Całość szacunkowo datowana jest na VII-X wiek.
Wieś była własnością szlachecką należącą początkowo do wielkopolskiego rodu Drzeczkowskich. Została założona na prawie polskim. Jako własność prywatna podlegała sprzedaży, zamienię i dziedziczeniu przez co w historii miała wielu właścicieli. W latach 1358–1368 dziedzicami byli burgrabia pyzdrski Andrzej Drzeczkowski oraz jego brat Piotr, którzy razem posiadali także wsie Morkowo, Sulewo (obecnie Sulejewo), Wolikowo (obecnie Wolkowo) i Łącko. W 1401 wieś zapłaciła karę 8 skudów sądowi oraz 8 skudów Tomisławowi z powodu niestawienia się na zebranie opolne. W 1421 we wsi stał już kościół. W latach 1446–1464 dziedzicem Rzeczowa był Mikołaj Drzeczkowski. W 1469 majątek odziedziczyła jego córka Małgorzata, która wraz z opiekunami prawnymi stryjami sędzią kaliskim Iwanem z Goliny, Janem z Chełkowa oraz z wujami Marcinem Nowomiejskim, Janem Będlewskim za 550 grzywien sprzedali podkomorzemu kaliskiemu Kasprowi z Leszna połowę Drzeczkowa, połowę Wolikowa, połowę Piotrowic oraz 1/3 Piegzina.

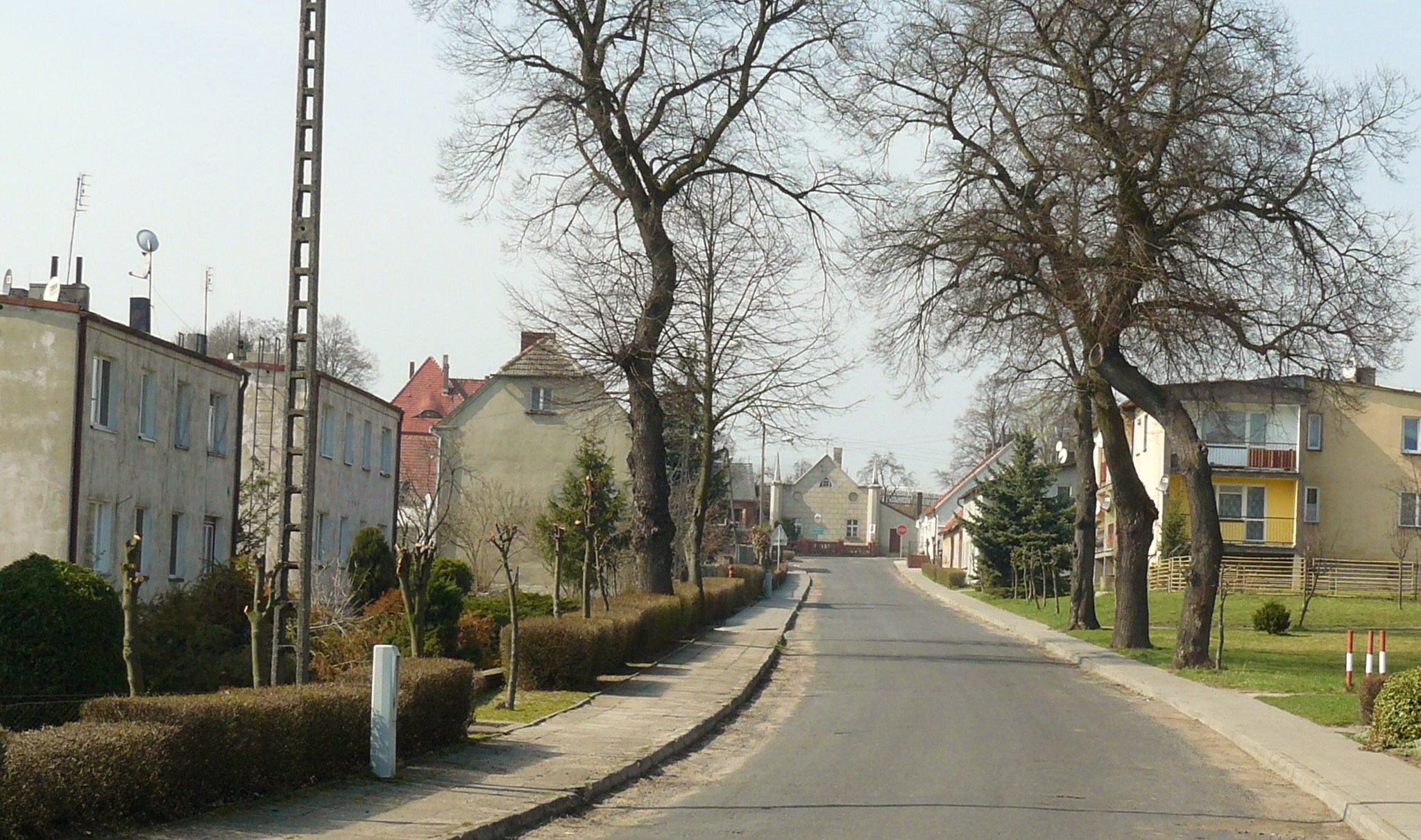
Centrum Drzeczkowa od południowego wschodu

W 1362 król Polski Kazimierz Wielki zezwolił Andrzejowi i Piotrowi przenieść ich dziedziczne wsie, w tym m.in. Drzeczkowo z prawa polskiego na prawo niemieckie wg wzoru ze Środy Śląskiej. W 1424 imiennie odnotowano sołtysa wsi Jakuba. W 1447 miejscowość leżała w parafii Goniębice, a później w parafii własnej, w powiecie kościańskim Korony Królestwa Polskiego.
Miejscowość odnotowały historyczne regesty podatkowe. W 1510 we wsi było 5 łanów osiadłych i jeden łan opuszczony. W 1563 miał miejsce pobór z 8 łanów, dwóch stojących na rzece młynów korzecznych o 4 kołach wodnych, a także od karczmy dziedzicznej oraz od trzech komorników. W 1564 w Drzeczkowie pobrano podatki od dziedzica Leszczyńskiego, a cztery łany płaciły dziesięcinę. W 1581 odbył się pobór od 7 i 1/4 łana, 4 zagrodników, komornika, młyna korzecznego o jednym kole oraz folusza o jednym kole wodnym.
Wieś położona była w 1581 roku w powiecie kościańskim województwa poznańskiego w Rzeczypospolitej Obojga Narodów.
W wyniku II rozbioru Rzeczypospolitej w 1793, miejscowość przeszła w posiadanie Prus i jak cała Wielkopolska znalazła się w zaborze pruskim w ramach Wielkiego Księstwa Poznańskiego.

## Zabytki i osobliwości
We wsi znajdują się następujące zabytki i osobliwości:
- dwór z XVIII wieku – późnobarokowy z rozległym parkim krajobrazowym z XIX/XX wieku (powierzchnia – 5,9 ha, buki o obwodach do 370 cm, dęby o obwodach do 400 cm i jesiony o obwodach do 430 cm),
- pałac z 2. połowy XIX wieku – neogotycki,
- kościół NMP Wniebowziętej z XV wieku, przebudowywany w 1775, konstrukcji szkieletowej, z drewnianą wieżą, częściowo kryty gontem, otoczony cmentarzem,
- brama kościelna z 1775,
- kuźnia neogotycka z 1845,
- pomnik ku czci osób zamordowanych w latach 1939–1945 (koło szkoły),
- krzyż drewniany z 1984 z napisem: W krzyżu miłości nauka. W roku odkupienia 1984, wdzięczni mieszkańcy Drzeczkowa (przy wylocie szosy na Osieczną),
- figura maryjna z 2000, ufundowana przez parafian (w centrum, obok poczekalni autobusowej).

## Turystyka i przyroda
Przez Drzeczkowo przebiega Ziemiański Szlak Rowerowy. W granicach sołectwa Drzeczkowo leżą Rezerwat przyrody Ostoja żółwia błotnego i Rezerwat przyrody Czarne Doły.